# Jordan Harvey
Jordan Harvey est un joueur américain de soccer né le 28 janvier 1984 à Mission Viejo en Californie. Il joue au poste d'arrière gauche.

## Biographie
Jordan Harvey est repêché en 9e position lors de la MLS Supplemental Draft 2006 par les Rapids du Colorado.
Le 7 juillet 2011, Harvey est transféré aux Whitecaps de Vancouver en échange d'une allocation monétaire.
Après sept années passées en Colombie britannique, Harvey annonce via les réseaux sociaux qu'il retrouve sa Californie natale pour la saison inaugurale du Los Angeles FC,.

## Palmarès
- Whitecaps de Vancouver
  - Vainqueur du Championnat canadien en 2015
- Los Angeles FC
  - Vainqueur du MLS Supporters' Shield en 2019